# كاراسومي
كاراسومي منتج غذائي مصنوع عن طريق تمليح بطارخ البوري وتجفيفه في ضوء الشمس. تشير إحدى النظريات إلى أنها حصلت على اسمها من تشابهها مع كتل السومي (inkstick) المستوردة من الصين (كارا) لاستخدامها في فن الخط الياباني. كاراسومي هو طعام فاخر باهظ الثمن ويتم تناوله أثناء شرب الساكي. لديه أكثر ليونة تناظرية مع بوتارغا(1) البحر الأبيض المتوسط.
يعد تخصص ناغازاكي وبالإضافة إلى بطارخ قنفذ البحر المخلل بالملح والكونوواتا [الإنجليزية] أحد " التشينميات [الإنجليزية] الثلاثة في اليابان". تُعد مدينة دونغانغ [الإنجليزية]في تايوان متخصصة في الأطعمة الفاخرة وخاصة الكاراسومي. يعود تاريخ صيد البوري في تايوان إلى الوقت الذي كانت فيه الجزيرة تحت الحكم الاستعماري الهولندي.

## الهوامش
- 1: وهو بطارخ مجففة ومملحة بملح البحر من سمك التونة أو البوري وحتى سمك أبو سيف أحيانا[5]